# Războiul ciudat

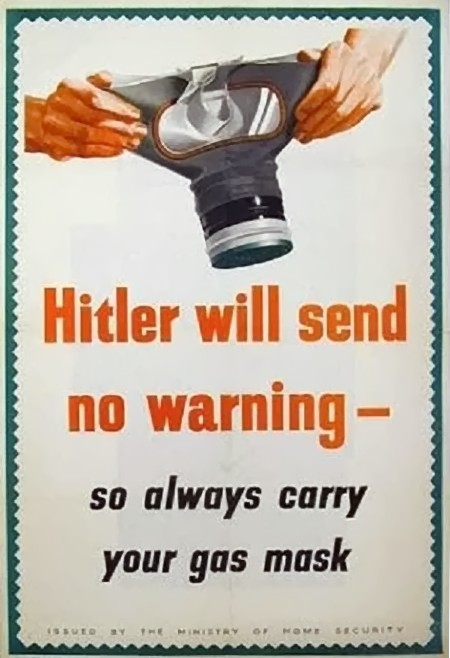
Poster britanic din timpul „războiului ciudat” cu textul „Hitler nu va da niciun avertisment. Așa că aveți cu voi mereu masca contra gazelor”

Războiul ciudat a fost o fază de la începutul celui de-al Doilea Război Mondial, marcată de foarte puține operațiuni militare pe frontul de vest, în lunile care au urmat invadării Poloniei de către Germania nazistă, și care a precedat Bătăliei Franței. Deși marile puteri europene au declarat război una celeilalte, nicio parte nu s-a aventurat în lansarea unor atacuri de amploare în perioada respectivă, având loc doar câteva lupte terestre lipsite de importanță și câteva raiduri aeriene.
În timp ce majoritatea efectivelor germane erau angajate în luptele din Polonia, o forță germană foarte mică apăra linia Siegfried, de la frontiera cu Franța. De cealaltă parte, pe Linia Maginot, trupele franco-britanice ședeau pe poziții, implicându-se doar în câteva hărțuieli minore. De exemplu, Royal Air Force a parașutat fluturași de propagandă deasupra Germaniei, iar în Regatul Unit au sosit unități canadiene. În general însă, pe frontul de vest a domnit timp de șapte luni un calm straniu.
Puterile aflate în conflict s-au ciocnit în schimb în timpul luptelor din Norvegia. În cursa pentru reînarmare, Anglia și Franța au început să cumpere mari cantități de arme de la fabricanții din SUA, în încercarea de a-și suplimenta stocurile peste producția națională. Deși își declaraseră neutralitatea, Statele Unite au contribuit la înarmarea Aliaților occidentali prin vânzări la prețuri preferențiale, iar mai târziu prin programul lend-lease. În deceniul al patrulea, dar la o scară mai redusă, companiile private din SUA și Regatul Unit contribuiseră la reînarmarea Germaniei, fără ca guvernele lor să reacționeze în vreun fel. Astfel, unele dintre avioanele de vânătoare germane fuseseră dotate cu motoare britanice, iar americanii contribuiseră cu materii prime de importanță strategică la reînarmarea Germaniei. Eforturile germanilor de oprire a comerțului transatlantic cu arme, muniții și materiale strategice au dus la declanșarea celei de-a doua bătălii a Atlanticului.

## Ofensiva din Saar
În septembrie 1939, într-o mișcare cu o valoare strict politică, soldații francezi au înaintat cam 5 km în Saar, după care s-au retras. În acel moment, Franța concentrase la frontiera sa de est 98 de divzii și 2.500 de tancuri împotriva a 43 divizii germane, care nu aveau sprijinul niciunui tanc.

## Războiul de iarnă

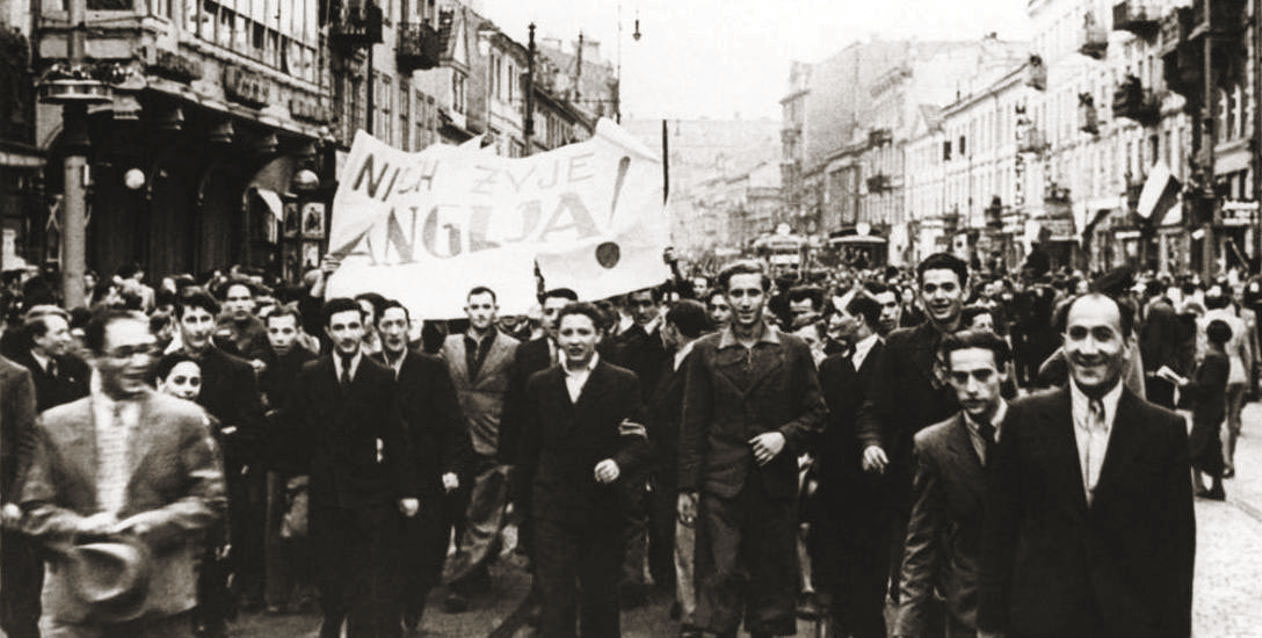
Oameni demonstrând pașnic în Varșovia, în fața ambasadei Regatului Unit, imediat după ce această țară a declarat război Germaniei Naziste

În perioada de desfășurare a războiului ciudat a avut loc un evenimet notabil, războiul de iarnă, cauzat de atacul Uniunii Sovietice împotriva Finlandei din 30 noiembrie 1939. Opinia publică, în special din Franța și Regatul Unit, și-a manifestat în mod zgomotos admirația pentru "bravii finlandezi", cerând guvernelor lor să ia atitudine împotriva agresorului sovietic, în special după ce apărarea finlandezilor împotriva unui inamic incomparabil mai puternic părea să aibă mult mai mult succes decât în cazul Poloniei. Ca urmare, Uniunea Sovietică a fost exclusă din Liga Națiunilor, iar în Franța și Anglia s-a vorbit o vreme despre o posibilă expediție aliată în Scandinavia de nord. Forțele britanice au început să fie pregătite pentru a fi trimise în Finlanda, dar nu au fost deplasate în sprijinul micii țări nordice până la sfârșitul războiului, în schimb au fost trimise în ajutorul Norvegiei, în timpul bătăliei Norvegiei. Pe 20 martie, prim-ministrul francez Édouard Daladier a demisionat din funcție ca urmare a eșecului din politica sa externă, în particular în ceea ce privește apărarea Finlandei.

## Invazia germană din Danemarca și Norvegia
Discuțiile dintre Aliați cu privire la expediția din nordul Scandinaviei și incidentul Altmark de pe 16 februarie au alarmat Germania, care-și simțea amenințată aprovizionarea cu minereu de fier din Suedia neutră, ducând la declanșarea Operațiunii Weserübung – invazia Danemarcei și Norvegiei – pe 9 aprilie 1940. În perioada 12 – 15 aprilie, trupele aliate au debarcat în Norvegia, dar după numai două săptămâni germanii cuceriseră țara, iar Aliații au fost nevoiți să-și evacueze trupele.

## Căderea guvernului britanic
Dezastrul campaniei din Norvegia, care fusese un rezultat al planurilor niciodată concretizate de sprijinire a Finlandei, au dus la declanșarea unei faimoase dezbateri parlamentare „norvegiene”  în Camera Comunelor, în timpul căreia prim-ministrul Neville Chamberlain a fost ținta unor atacuri continue. A fost depusă o moțiune de cenzură, care, cu 281 la 200 de voturi, a dus la căderea guvernului. Mai mulți foști aliați ai lui Chamberlain au votat împotriva lui, iar alții s-au abținut de la vot. Chamberlain nu a putut să continue să conducă guvernul, nici nu a reușit să formeze un "guvern de unitate națională". Pe 10 mai, Chamberlain a demisionat din funcția de prim-ministru,  păstrând în schimb șefia Partidului Conservator. Regele George al VI-lea l-a numit pe Winston Churchill, (cel care fusese considerat liderul taberei care luptase împotriva politicii lui Chamberlain de împăciutorism), în fruntea guvernului. Noul prim-ministru a format un guvern de coaliție din membri ai Partidului Conservator, ai Partidului Laburist, ai Partidului Liberal, plus un număr de tehnocrați fără afiliere politică. .
În aceiași zi, trupele germane au intrat în Belgia, Țările de Jos și Luxembourg. Ziua de 10 mai 1940 a marcat sfârșitul războiului ciudat.

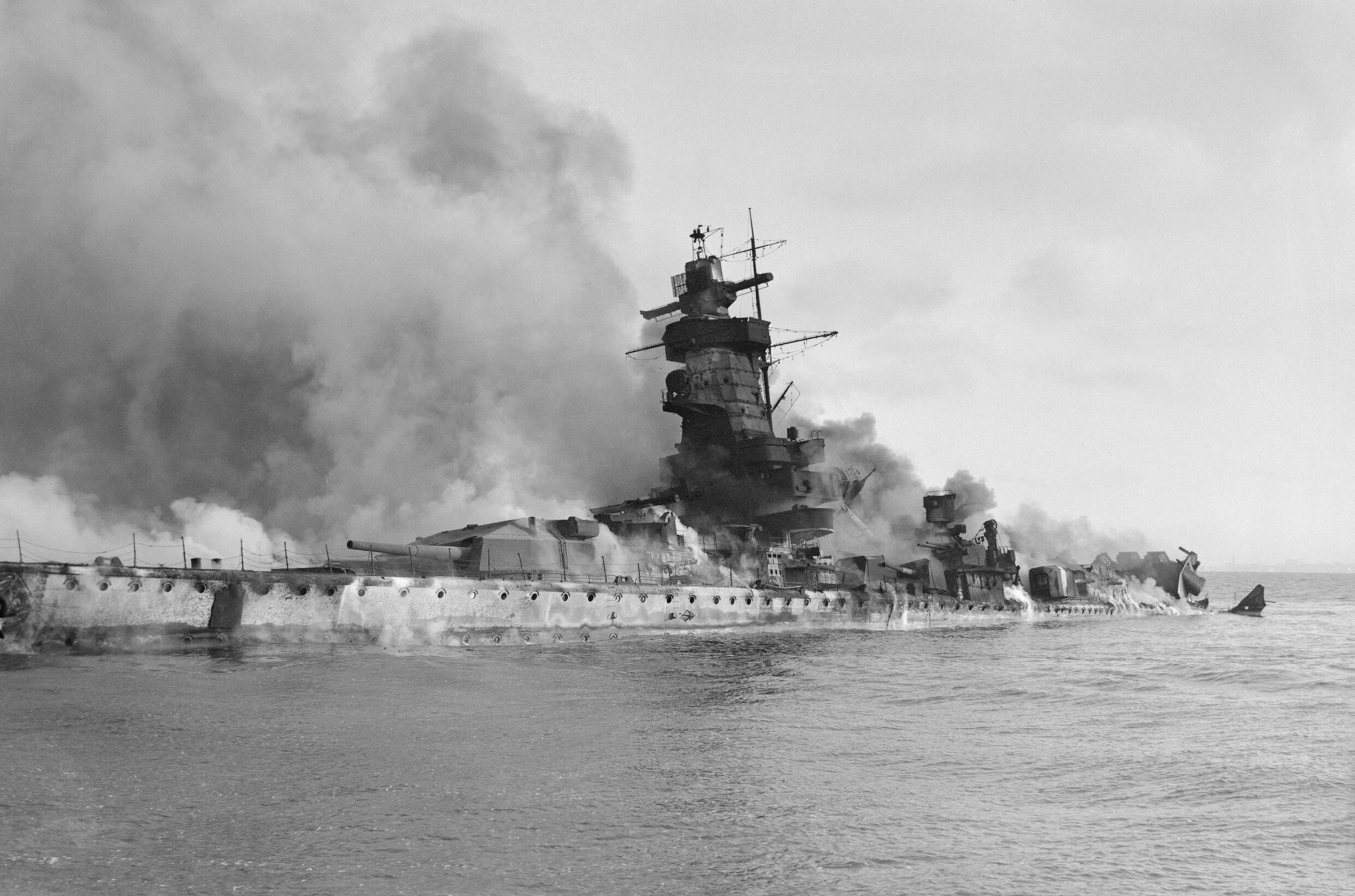
Cuirasatul Admiral Graf Spee după ce a fost sabordat.

Cele mai importante acțiuni militare ale războiului ciudat s-au petrecut pe mare, inclusiv a doua bătălie a Atlanticului. Alte evenimente importante au mai fost:
- În octombrie 1939, bătrânul cuirasat HMS Royal Oak a fost scufundat la Scapa Flow de submarinul german U-47.
- Raidurile aeriene Luftwaffe împotriva Angliei au început pe 16 octombrie 1939, când escadrilele de Junkers Ju 88 au atacat marinana britanică de la  Rosyth, din estuarul Forth. Avioanele Spitfire ale Escadrilelor nr. 602 și 603 ale RAF au reușit să doboare două bombardiere Ju 88 și un Heinkel He 111. Într-un raid asupra Scapa Flow din ziua următoare, un bombardier Ju 88 a fost doborât de artileria antiaeriană britanică. Pe 29 noiembrie, atât escadrila nr. 602 cât și 609, au pretins au doborât un avion He 111 la Haddington, East Lothian.[2][3]
- În decembrie 1939, crucișătorul de buzunar Admiral Graf Spee a fost atacat de crucișătoarele britanice HMS Exeter, HMS Ajax și HMS Achilles în timpul Bătălia de la Rio de la Plata. Admiral Graf Spee s-a refugiat în portul Montevideo, unde a încercat să înceapă reparațiile. Echipajul a preferat să-și sabordeze vasul decât ca acesta să cadă în mâinile marii flote britanice, despre care Kriegsmarine avea informații false că ar încerca să intercepteze vasul german.

Forțele aeriene ale celor două părți au avut o oarecare activitate, fiind efectuate zboruri de recunoaștere și câteva bombardamente minore. Royal Air Force a efectuat un număr de zboruri de recunoaștere combinate cu lansări de fluturași de propagandă deasupra Germaniei.  Aceste raiduri de lansare de fluturași au fost numite în glumă de presa din Anglia "raiduri bomphlet" (bombardament – pamflet) sau "război cu confetti".